# Gustavus Woodson Smith

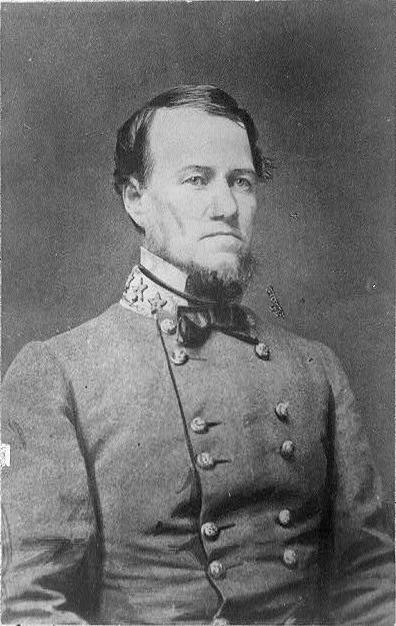
Gustavus Woodson Smith

Gustavus Woodson Smith (* 1. Januar 1822 in Georgetown, Kentucky; † 4. Juni 1896 in New York City, New York) war ein US-amerikanischer Offizier, Generalmajor im konföderierten Heer und kurzzeitig Kriegsminister der Konföderierten Staaten.

## Herkunft und Werdegang
Gustavus Smith war der Sohn von Byrd und Sarah Hatcher (Woodson) Smith. Er graduierte 1842 als Achter in einer Klasse mit 45 Absolventen an der US-Militärakademie in West Point. Smith war Mitglied der Demokratischen Partei und heiratete am 3. Oktober 1844 Lucretia Bassett. Die Ehe blieb kinderlos.

## Militärische und zivile Karriere
Smith wurde am 1. Januar 1845 zum Leutnant im Pionierkorps des US-Heeres befördert. Während des Mexikanisch-Amerikanischen Krieges (1846–1848) nahm er als Pionieroffizier an den Gefechten von Vera Cruz, Cerro Gordo, Contreras, Churubusco und Chapultepec teil und wurde dreimal befördert. Von 1849 bis 1854 war er Dozent für Pionierwesen an der Militärakademie. Danach siedelte er 1854 nach New Orleans, Louisiana über, um am Feldzug von John A. Quitman (ehemals Gouverneur von Mississippi) gegen die Freibeuter auf Kuba teilzunehmen. 1856 siedelte Smith nach New York City um und war bis 1858 Chefingenieur in der Trenton-Eisenhütte. Danach war er 1858 bis 1861 Beauftragter für den Straßenbau der Stadt New York.

## Sezessionszeit
Im September 1861 zwei Monate nach der ersten Schlacht am Bull Run meldete sich Smith freiwillig zum konföderierten Heer. Am 19. September 1861 wurde er zum Generalmajor befördert. Smith kommandierte während des Halbinsel-Feldzuges (März – Juli 1862) den rechten Flügel und die Reserve der Nord-Virginia-Armee. Als am ersten Tag der Schlacht von Seven Pines (31. Mai 1862 – 1. Juni 1862) Oberbefehlshaber Joseph E. Johnston verwundet wurde, musste Smith für den General das Kommando über die Armee übernehmen. Wegen der Belastung durch diese Verantwortung erlitt er einen Nervenzusammenbruch, wurde umgehend des Kommandos enthoben und durch General Robert E. Lee ersetzt. Vom 17. bis zum 20. November 1862 war er geschäftsführender Kriegsminister. Smith, der in Fehde mit Präsident Jefferson Davis lag, wurde nun nach Charleston, South Carolina versetzt, wo er unter General P.G.T. Beauregard diente. Am 17. Februar 1863 trat er aus dem Heer aus, weil er sich darüber ärgerte, dass ihm immer wieder Offiziere mit weniger Dienstjahren bei Beförderungen vorgezogen wurden. Daraufhin war er Inspektor bei der Etowah Mining & Manufacturing Company in Georgia. Von Juni 1864 bis zum Ende des Krieges war er Kommandeur der Miliz dieses Staates und nahm an verschiedenen Gefechten in Georgia teil, in denen er seine Truppen wirksam und effizient führte. Er ergab sich im April 1865 in Macon, Georgia und wurde bald aus der Haft der Unionstruppen entlassen.

## Nachkriegszeit
Smith war von 1866 bis 1870 Direktor einer Eisenhütte in Chattanooga, Tennessee und von 1870 bis 1875 Leiter der Versicherungsbehörde von Kentucky. 1876 kehrte er nach New York City zurück und publizierte dort mehrere Bücher, unter anderen Confederate War Papers (1884) und The Battle of Seven Pines (1891). Er starb dort am 4. Juni 1896 und wurde auf dem Cedar Grove Cemetery in New London, Connecticut begraben.